# Hugo Bezděk
Hugo Francis Bezděk (1. dubna 1883, Rakousko-Uhersko – 19. září 1952, Atlantic City, New Jersey) byl česko-americký sportovec a trenér první poloviny 20. století.

## Kariéra sportovce a trenéra
V americkém fotbale reprezentoval jako obránce Chicagskou univerzitu. V roce 1907 začal svou trenérskou kariéru na Oregonské univerzitě. O rok později se stal hlavním trenérem fotbalového týmu na Arkansaské univerzitě. Zde působil pět sezón, dalších šest pak znovu trénoval na Univerzitě v Oregonu.
Mimo trénování fotbalu, se také nechal najmout baseballovým týmem Pittsburgh Pirates jako scout, neboli vyhledávač talentů. V polovině sezóny 1917 ho tento tým najal jako „managera“ –alias hlavního trenéra. Pirates trénoval až do roku 1919 a dosáhl skóre 166-187.
Ačkoliv trénoval Pittsburské Piráty, na fotbal nezanevřel. Z Oregonu se roku 1918 přesunul na Penn State; tam trénoval až do roku 1929. Získal skóre 65-30-11 včetně dvou sezón bez porážky a účasti na Rose Bowl. Od roku 1918 do roku 1936 byl vedoucím katedry atletiky, prozatímním basketbalovým trenérem v roce 1919. Ředitelem Školy atletiky a tělesné výchovy byl od roku 1930 do roku 1937.
V roce 1937 najal Bezděka tým Cleveland Rams na pozici hlavního trenéra, prvního po nástupu týmu do NFL. Jeho kariéra s tímto týmem skončila počátkem roku 1938 s překvapivým skóre 1-13. Bezděk je stále výjimečný tím, že byl jediným trenérem, který trénoval jak v MLB tak v NFL.
Jako vysokoškolský fotbalový trenér získal Hugo Bezděk celkové skóre 127-54-16. Roku 1954 byl zvolen do Síně slávy vysokoškolského amerického fotbalu.
Je pohřben v Ambler (Pensylvánie) spolu se svou manželkou Viktorií Elisabeth, rozenou Benson (1886–1980).

## Ohlas v českém tisku
Působení Hugo Bezděka na Pensylvánské univerzitě zaznamenaly v roce 1921 Lidové noviny.